# René Mesny
Pour les articles homonymes, voir Mesny.
René Mesny (19 juillet 1874 à Brest, France - 8 juin 1949 à Landunvez, France) était officier de marine, professeur à l'École navale et pionnier de la radio. Il a découvert et développé l'utilisation des ondes métriques et a inventé un oscillateur symétrique à deux tubes pour ondes ultracourtes.

## Biographie
René Mesny est le troisième fils d'un médecin de marine originaire de Ploërmel. Ses deux frères, Joël (1868-1932) et Gérald (1869-1911), font leurs études de médecine à l'École Principale du Service de Santé de la Marine et des Colonies à Bordeaux et sont tous les deux médecins de marine ; ils exercèrent en Chine, Gérald devenant médecin privé de l'impératrice Tseu-Hi et Joël celui de Yuan Che Kaï, premier président de la République de Chine. René fait ses études à Brest, entre à l'École navale dont il sort en 1894.

### Carrière
- 1901-1904 : professeur d'architecture navale à l'École navale ;
- 1905-1914 : professeur d'hydrographie à l'École navale ;
- 1914-1915 : commande une station de TSF près du Havre ;
- 1915-1916 : affecté à Toulon où il est chargé des études de radiogoniométrie[1] ;
- 1917-1918 : affecté à Corfou pour installer équipements de radiogoniométrie sur les bâtiments de l'escadre de Méditerranée ;
- 1918-1920 : attaché au Laboratoire d'études de l'arsenal de Toulon ;
- 1920 : détaché par le Ministère de la Marine à l'Établissement central de télégraphie militaire ;
- 1931 : directeur du Laboratoire national de radioélectricité ;
- à partir de 1931, enseigne à l'École supérieure d'électricité ;
- en 1939, est affecté à sa demande à l'arsenal de Brest.

### Travaux

#### Radiogoniométrie
René Mesny est chargé de travailler avec le lieutenant de Vaisseau Maurice Jeance qui avait mis en place en 1913 un réseau d'écoute des émissions étrangères utilisant le premier poste de radiogoniométrie équipé de cadres fixes du système Bellini-Tosi. À la fin de l'année 1915, René Mesny conçoit un système de cadre réduit et orientable pouvant être installé sur les navires de guerre. Les relevés manquant de précision, il conçoit alors le « compensateur variable » qui améliore l'effet directif du cadre et rend le système efficace.

#### Antenne Mesny-Chireix[note 1]
À partir de l'expérience acquise avec l'utilisation des cadres en radiogoniométrie, René Mesny effectue des travaux sur les antennes à gain avec un ingénieur de la Société française radio-électrique (SFR), Henri Chireix. Ils conçoivent ensemble une antenne rideau constituée de dipôles obliques, disposés en dents de scie, dans un plan vertical. Un autre rideau disposé parallèlement à un quart de longueur d'onde en arrière, atténue fortement le rayonnement vers l'arrière. L'antenne est à grand gain avec un effet directif marqué (faisceau de 5 à 10 degrés).
« Après avoir connu autrefois, notamment en France, une grande popularité, l'antenne en dents de scie de Mesny-Chireix, qui avait été un peu délaissée en faveur d'autres systèmes, redevient d'actualité du fait qu'elle peut être très avantageusement utilisée en hyperfréquences. [...] sa haute directivité est comparable à celle des aériens à miroirs paraboliques. »

#### Ondes métriques
En 1921, René Mesny et Pierre David, dans le cadre de leurs travaux au sein du Laboratoire central de TSF, effectuent une série d'expériences de transmissions entre la tour Eiffel et le clocher de Montjavoult dans l'Oise, sur une distance de 55 kilomètres en utilisant des ondes métriques. Ils refont ces expériences dans la rade de Brest. Ils mettent en évidence les phénomènes d'interférence entre l'onde directe et l'onde réfléchie par le sol ou la mer.
En 1923, René Mesny et Pierre David expérimentent des transmissions avec une longueur d'onde de 2 mètres.
Au début de l'année 1926, René Mesny fait des essais de liaisons par ondes métriques avec les stations côtières, à bord de l'aviso La Diligente.
En mai 1926, avec l'ingénieur Laville du Centre d'Études de Toulon, René Mesny établit une liaison bilatérale entre le mont Agel (altitude de 1 148 mètres) et le col de Teghime (altitude de 536 mètres) au-dessus de Bastia, sur une distance de 205 kilomètres. Cet essai montre que les liaisons sur ondes métriques peuvent être établies au-delà de la visibilité directe.
En 1928, René Mesny reprend les essais d'une liaison Corse-continent avec la collaboration des ingénieurs Georges Beauvais et R. Jouaust. Les expériences sont réalisées entre un fort sur les hauteurs de Nice (altitude de 800 mètres) et le col de Teghime,,,.
« Les communications radiotéléphoniques duplex furent excellentes et la possibilité du raccordement de cette liaison aux réseaux téléphoniques des PTT démontrée. »

#### Oscillateur symétrique
Lors des essais de liaison sur ondes métriques, René Mesny se heurte au manque de stabilité en fréquence des émetteurs utilisés. En 1924, il conçoit et met au point un montage oscillateur à deux triodes montées dans un dispositif symétrique de type push-pull.
« Dans un tel montage chaque lampe agit séparément sur le circuit oscillant. Lorsque la grille d'une des lampes est à une tension croissante, la grille de l'autre est à une tension décroissante et vice-versa. »
Au point de vue schématique, le montage de René Mesny est un auto-oscillateur symétrique de type Reversed Feed Back,.
« L'oscillateur symétrique Mesny » se révèle très stable. Il équipe les émetteurs à ondes métriques dès 1925. L'émetteur-récepteur « ER-40 modèle 1935 » est équipé pour la partie émission de deux triodes montées en symétrique, selon le schéma de René Mesny.

### Distinctions et hommages
- 1923-1934 : Secrétaire général de la Société des radioélectriciens ;
- 1927 : Membre d'honneur du Réseau des émetteurs français ;
- 1933 : Membre de l'Académie de marine, où il succède au général Gustave Ferrié ;
- 1934-1946 : Vice-Président de l'URSI[note 9] ;
- 1935 : Président de la Société des radioélectriciens ;
- 1947 : Président d'honneur de la Société des radioélectriciens ;
- 1968 : promotion « René Mesny », École nationale d'ingénieurs de Brest;
- une rue de Brest porte son nom.